# Serranochromis spei
Serranochromis spei är en fiskart som beskrevs av Trewavas, 1964. Serranochromis spei ingår i släktet Serranochromis och familjen Cichlidae. IUCN kategoriserar arten globalt som livskraftig. Inga underarter finns listade i Catalogue of Life.